# Agriophara hyalinota
Agriophara hyalinota es una especie de polilla del género Agriophara, familia Depressariidae.
Fue descrita científicamente por Lower en 1899.